# New York Philharmonic
The New York Philharmonic är USA:s äldsta ännu verksamma symfoniorkester. 
New York Philharmonic grundades 1842 och gav 2004 sin 14 000:e konsert. Orkesterns hemmaarena är Avery Fisher Hall. Bland alla namnkunniga konstnärliga ledare genom åren märks Gustav Mahler, Arturo Toscanini, Leopold Stokowski och Leonard Bernstein. Chefsdirigent från säsongen 2009–10 är Alan Gilbert, som tidigare varit chefsdirigent för Kungliga Filharmoniska Orkestern i Stockholm.